# 留目真伸
留目 真伸（とどめ まさのぶ、1971年 - ）は、日本の経営者・起業家・投資家。
SUNDRED株式会社 代表取締役社長。レノボ・ジャパン株式会社、NECパーソナルコンピュータ株式会社 元代表取締役。株式会社資生堂 元チーフストラテジーオフィサー。
総合商社、戦略コンサルティング、外資系・日系製造業において要職を歴任。

## 略歴
早稲田大学高等学院を経て、早稲田大学政治経済学部を1994年卒業。トーメン（現 豊田通商）に入社。重電プラント部に配属となり、発電プラントの海外営業に従事。
2000年 モニター・カンパニー（現 モニター・デロイト）に移り、戦略コンサルタントとして全社戦略立案、新製品上市マーケティング戦略、販売・チャネル戦略などのプロジェクトに携わる。
2002年 デルに移り、コンシューマ、SMB、パブリック、エンタープライズ等を含む全セグメントのマーケティングをリード（マーケティング本部長）。デルの日本市場における急成長に貢献した。
2006年 戦略・オペレーション・マーケティング担当の執行役員としてレノボ・ジャパンに入社。後に営業部門のゼネラルマネージャーに就任し、IBMからのセパレーション、製品ロードマップおよびコスト構造の最適化、販売店網の再構築、レノボ・ブランドでのコンシューマ市場への参入など、IBMから引き継いだPCビジネスのターンアラウンド、レノボとの統合を推進し、レノボ・ジャパンの日本でのビジネスの立ち上げを最前線でリード。その後、米国ノースカロライナのレノボ・グローバルHQにてグローバルのM&Aとインテグレーション担当のエグゼクティブ・ディレクターとして勤務。NECのPC事業、モトローラの携帯端末事業、IBMのサーバー/ストレージ事業の買収・統合を行った。
2014年 レノボ・ジャパン、レノボ・エンタープライズソリューションズ、NECパーソナルコンピュータの代表取締役社長、レノボ・グループのバイスプレジデントに就任。NECブランドのPC事業、IBMから引き継いだサーバー/ストレージ事業のターンアラウンドを推進。タブレット、AR/VR等の新規事業も積極的に拡大した。2018年 資生堂のシニアバイスプレジデント、チーフストラテジーオフィサーに就任。
大企業のマネジメント、新規事業・スタートアップの立ち上げを通じ、個社を超えて社会起点の目的を実現するソリューションの全体像を共創する仕組みが必要であると強く認識し、2019年7月よりSUNDREDにて100個の新産業の共創を目指す「新産業共創スタジオ」を始動。
2019年8月 チーフイノベーションオフィサーに就任しVAIOの新規事業創出の支援を開始。
2020年3月 新産業のエコシステムを構築しながらそのトリガーとなる事業を創出するSUNDREDの「新産業共創プロセス」を活用しながら、VAIOから分社する形でドローンの事業会社VFRを設立し、代表取締役に就任。2021年9月 VFRの資金調達に伴い、同社の代表取締役を退任、Founder / 取締役 チェアマンに就任。
2024年4月 横浜市立大学に新設された共創イノベーションセンターのセンター長に就任。